# Betula litwinowii
Betula litwinowii là một loài thực vật có hoa trong họ Betulaceae. Loài này được Doluch. mô tả khoa học đầu tiên năm 1939.